# Grzegorz Grzeban

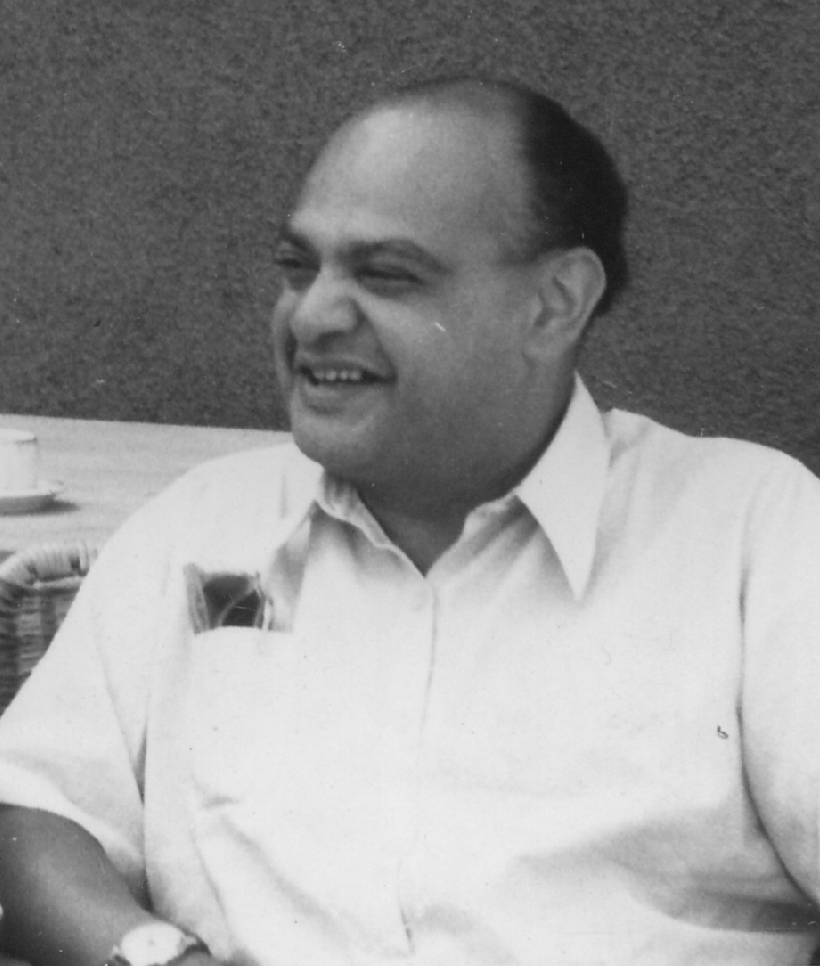
Grzegorz Grzeban

Grzegorz Grzeban (Bagdasarjanz) (* 28. Juli 1902 in Chișinău, Moldawien; † 21. Oktober 1991 in Warschau) war ein polnischer Komponist von Schach-Studien, von Beruf war er Biochemiker.
Ab 1927 publizierte er unter seinem eigentlichen Namen Bagdasarianz. Vor dem Zweiten Weltkrieg lebte er in Odessa. Nach dem Krieg übersiedelte er nach Warschau und nannte sich Grzeban.
Er war der Mitbegründer der polnischen Schachzeitschrift Szachy. 25 Jahre lang leitete er darin den Studienteil.
150 Studien veröffentlichte er im Laufe seines Lebens. Er erhielt 60 Auszeichnungen, darunter 25 Preise. 1960 wurde Grzeban zum Internationalen Schiedsrichter für Schachkomposition ernannt. 1987 erhielt er den polnischen Titel Meister der Schachkomposition.

## Studie
|   | a | b | c | d | e | f | g | h |   |
| 8 |   |   |   |   |   |   |   |   | 8 |
| 7 |   |   |   |   |   |   |   |   | 7 |
| 6 |   |   |   |   |   |   |   |   | 6 |
| 5 |   |   |   |   |   |   |   |   | 5 |
| 4 |   |   |   |   |   |   |   |   | 4 |
| 3 |   |   |   |   |   |   |   |   | 3 |
| 2 |   |   |   |   |   |   |   |   | 2 |
| 1 |   |   |   |   |   |   |   |   | 1 |
|   | a | b | c | d | e | f | g | h |   |

Lösung: 1. Kd1–c1 Lh2xf4 2. Kc1–b2 Sa3xb1 3. Kb2xb1 Lf4–d6! 4. Kb1–b2! (Ein verderblicher Fehler wäre stattdessen 4. Kb1xa1??. Schwarz spielt nämlich 4. … Ld6–a3!, nachdem Weiß undeckbar matt wird: 5. Ka1–b1 Kd4xd3 6. Kb1–a1 Kd3–c2! nebst 7. … La3–b2 matt) 4. … Ld6–e7 5. a2–a4 nebst 6. Kb2xa1 remis.

## Werke
- Grzegorz Grzeban; Jan Rusinek: Studium szachowe w Polsce 1890–1980 [Die Schachstudie in Polen 1890–1980], Warschau 1983, ISBN 83-217-2421-3.